# Creativitate, activitate, serviciu (Bacalaureat Internațional)
Creativitate, Activitate, Serviciu (CAS) (denumită anterior „Creativitate, Acțiune, Serviciu”) este o componentă principală obligatorie a programului IB Diploma care îi încurajează pe elevi să realizeze și să se implice în activități creative, active și care ajută în mod direct comunitatea. Scopul său este de a contrabalansa rigoarea academică a programului educațional. Înainte de 2010 a existat o normă de 150 de ore obligatorii, cu o distribuție aproximativ egală între cele trei tipuri de activități. Această cerință a fost eliminată în principal din două motive: primul, pentru a asigura faptul că elevii se angajează în activități semnificative și al doilea, pentru a reduce cantitatea de fraudă din CAS (de exemplu, revendicarea unor ore care nu au fost finalizate). Elevii trebuie acum să realizeze cel puțin două activități CAS pentru fiecare categorie și să demonstreze că participă săptămânal la activități CAS (deși nu în mod necesar la activități din toate categoriile în fiecare săptămână). Mai mult, elevii trebuie să realizeze un proiect CAS care să dureze cel puțin o lună. În cele din urmă, trebuie să se demonstreze că activitățile CAS au avut ca rezultat cele șapte rezultate proiectate de curs (vezi mai jos; o activitate CAS poate avea mai multe rezultate). 

## Rezultatele CAS
Activitățile CAS ar trebui să aibă următoarele rezultate pentru elevi:
- Să ia parte la noi provocări
- Să planifice și să inițieze activități
- Să lucreze în colaborare cu ceilalți
- Să își afișeze perseverența și angajamentul
- Să se implice în probleme de importanță globală
- Să ia în considerare implicațiile etice
- Să își dezvolte noi competențe.[2]

## Scopurile CAS
Scopul activităților CAS este de a oferi școlilor care participă la programul IB posibilitatea de a le permite elevilor să învețe prin experiență și să întreprindă acțiuni în serviciul celorlalți.
Toate cele trei părți (creativitatea, activitatea și serviciul) sunt definite vag și ar trebui, potrivit Organizației Bacalaureatului Internațional, interpretate cât mai creativ posibil, astfel încât o gamă largă de activități să se califice pentru CAS. Rezultatele învățării și calitatea activităților CAS sunt de cea mai mare importanță. 

## Documentație
În timp ce fiecare școală are diferite metode de documentare, toate cer o formă de dovadă (în general semnătura coordonatorului de activitate) care să fie prezentată după finalizarea activității și care să dovedească că elevul a participat într-adevăr la activitate. De asemenea, elevii trebuie să țină evidența totală a înregistrărilor fie într-un registru, fie într-un jurnal. Acest lucru permite studenților să monitorizeze orele necesare și să prezinte o documentație coerentă a întregii lor experiențe CAS. 
Activitățile și dovezile CAS sunt documentate de către student folosind formularele oficiale (CAS / CP), care sunt trimise la birourile regionale ale IB la începutul sesiunii de examinare. 

## Evaluare
CAS este evaluat intern. Cu toate acestea, IBO poate solicita prezentarea unui număr de cazuri aleatorii pentru control. A nu completa și a furniza dovezi rezultă în neacordarea diplomei (deși candidații primesc încă un an pentru a-și termina programul CAS în cazul în care nu reușesc, iar dacă îl completează în acest timp își vor primi diploma).